# 알렉산더르 스닛허르
알렉산더르 스닛허르(Alexander Schnitger, 1958년 11월 3일 ~ 2020년 6월 27일)는 네덜란드 공군의 장군이자 사령관이었다. 

## 생애
스닛허르는 브레다의 공군사관학교에서 군사교육을 받았다. 1984년 3월 그는 셰파드 공군기지에서 훈련을 계속한 후 부조종사(co-pilot) 자격을 부여받았다. 그는 네덜란드로 돌아와 에인트호번 비행장의 제314편대의 조종사가 되었다. 1988년 더블 더치 NF-5의 팀 리더였다. 1990년 볼켈 공군기지의 제312편대에 배정되었고, F-16기로 훈련했다.
2001년 그는 국방부 기획실에 배속되었다. 그는 네덜란드군의 주요 작전 수립에 참여했다. 2004년 독일 메스슈테텐(Messstetten)에서 합동 공중 작전 본부의 작전 감독관으로 일했고, 중령으로 진급했다. 2005년 스닛허르는 볼켈 공군기지의 사령관으로 임명되었다. 2008년 공군 준장으로 진급했고, 네덜란드 공군의 공군 참모 작전 감독관이 되었다. 2009년 12월 작전 수요, 정책, 계획 총괄감독관이 되었다. 이후 그는 대령으로 진급했고, 2012년 3월 9일부터 2016년 6월 10일까지 네덜란드 공군 사령관이 되었다.